# Azerbajdžanska kuhinja
Azerbajdžanska kuhinja je kuhinarska tradicija u Azerbajdžanu i među azerbajdžanskim iseljeništvom.
Od jedanaest klimatskih zona na svijetu, Azerbajdžan ima devet. To doprinosi plodnosti tla, tako da postoji mnogo vrsta povrća koje se koristi prema godišnjim dobima i jelima. Klima pomaže raznolikosti hrane. Svježe bilje i začini kao što su: menta, korijandar, kopar, bosiljak, peršin vrlo su popularni i često se stavljaju u glavna jela. Kaspijsko jezero ima mnoge jestive vrste riba, uključujući jesetre, kaspijski losos, kutum, sardine, ciple i druge. Crni kavijar iz Kaspijskog jezera jedna je od najpoznatijih azerbajdžanskih delicija koje se traže u mnogim dijelovima svijeta.
Glavna jela azerbajdžanske kuhinje su preko 30 vrsta juha, uključujući one pripremljene od jogurta. Jedno od najpoznatijih jela je plov. Plov (vrsta pilava) je riža sa šafranom, poslužena s različitim biljem. Azerbajdžanska kuhinja ima više od 40 različitih recepata plova. Druga jela uključuju mnoge vrste kebaba i šašlika (ražnjića), uključujući janjetinu, govedinu, piletinu i ribe. Jesetre su vrlo česte u Azerbajdžanu i obično se pripremaju na roštilju s umakom od krumpira zvanim narsharab. Sušeno voće i orasi koriste se u mnogim jelima. Tradicionalni začin su: sol, crni papar, ruj i posebno šafran. Velik dio šafrana dolazi s poluotoka Abšeron.
Crni čaj je nacionalno piće i pije se nakon jela sam ili sa sušenim voćem. Još jedno popularno piće je šerbet, slatko hladno piće od voćnog soka pomiješano ili kuhano sa šećerom, često mirisano ružinom vodom. Azerbajdžanski šerbet nije isto kao i hladni desert šerbet (sorbet).

## Galerija
- Dolme, patliđani i paprike punjene mljevenim mesom.
- Vrsta sarme.
- Jela s roštilja.
- Juha haš.